# Най-Ару (лагуна)
Най-Ару (англ. Nai Aru Lagoon или англ. Nay Aru Lagoon) — лагуна на севере Шри-Ланки в округе Муллайтиву (Северная провинция). Площадь — 17,6 км². Максимальная глубина — 4 метра (в районе устья).
Лагуну питают несколько мелких рек, в том числе Най-Ару и Палади-Ару, и сезонные приливы. Она связана с морем узким каналом, который очень часто пересекает песчаная коса. Вода лагуны солоноватая, сезонно до 30 ‰. Лагуна используется для ловли креветок и выращивания риса, на берегах кроме выращивания риса, кокосовых плантаций практикуется подсечно-огневое земледелие.
Лагуна окружена густыми лесами, зарослями кустарников, рисовыми полями и плантациями кокосовых пальмам. Прибрежная зона заросла морской травой и мангровыми зарослями. Водоём играет важную роль для перелётных уток, чаек, крачек и куликов, особенно когда в зимний период затоплены окружающие низменности. В этом районе наблюдается большое число различных птиц, однако подробная информация отсутствует.
В результате хозяйственной деятельности человека сокращается приток пресной воды, что вместе с временными перекрытиями устья песчаной косой приводит к обмелению и заилению лагуны. Коса также мешает миграциям креветок.
Вокруг лагуны находятся следующие населённые пункты: Алампил, Кумуламунай, Анданкулам, Чеммалал и Най-Ару (два последних находятся на косе отделяющей лагуну от Бенгальского залива).